# Липилин, Сергей Владимирович
Серге́й Влади́мирович Липи́лин (род. 28 августа 1965, Нижнеудинск, Иркутская область) — российский военачальник. Командующий Балтийским флотом ВМФ Российской Федерации с 8 июля 2024 года. Начальник штаба — первый заместитель командующего Балтийским флотом ВМФ Российской Федерации (15 марта 2021 — 8 июля 2024), вице-адмирал (2019).

## Биография
Родился 28 августа 1965 года в Нижнеудинске.
В 1987 году окончил минно-торпедный факультет Тихоокеанского высшего военно-морского училища им. С. О. Макарова. После училища направлен в дислоцированную на Камчатке 173-ю бригаду ракетных кораблей Тихоокеанского флота. Служил на сторожевых кораблях проекта 1135 «Ретивый», «Резкий», «Разумный» в должности командира группы управления и командира минно-торпедной боевой части. Затем являлся старшим помощником командира сторожевого корабля «Летучий».
С 1995 года занимал должность старшего помощника командира гвардейского ракетного крейсера «Варяг». Позднее крейсер переведён с Камчатки в Приморский край и включён в состав 36-й дивизии надводных кораблей Приморской флотилии Тихоокеанского флота. В этой дивизии занимал различные командные и штабные должности. Впоследствии стал начальником штаба дивизии.
В 2002 году окончил Военно-морскую академию им. Адмирала флота Советского Союза Н. Г. Кузнецова.
С 2008 года — 2009 год — командир 36-й дивизии надводных кораблей Приморской флотилии разнородных сил Тихоокеанского флота ВМФ Российской Федерации.
С 2009 года — 2010 год — командир 30-й дивизии надводных кораблей Черноморского флота ВМФ РФ.
С 2010 года — 2012 год — слушатель факультета национальной безопасности и обороны государства Военной академии Генерального штаба Вооружённых сил Российской Федерации.
С августа 2012 года — 2014 год — начальник штаба — первый заместитель командующего Войсками и силами на Северо-Востоке Тихоокеанского флота ВМФ Российской Федерации.
С сентября 2014 года — 2018 год — командующий Войсками и силами на Северо-Востоке Тихоокеанского флота ВМФ Российской Федерации. Контр-адмирал (11.06.2015).
В 2014 году руководил отрядом кораблей Тихоокеанского флота на международных российско-китайских учениях «Мирная миссия — 2014».
С 29 января 2018 года — 2021 год — заместитель командующего Черноморским флотом ВМФ России.
Указом Президента РФ от 22 февраля 2019 года № 54 присвоено воинское звание «вице-адмирал».
С 15 марта 2021 года — начальник штаба — первый заместитель командующего Балтийским флотом ВМФ России.
Награждён именным огнестрельным оружием.
15 января 2023 года, из-за вторжения России на Украину, внесён в санкционный список Украины.
8 июля 2024 года назначен командующим Балтийским флотом.

## Награды
- Орден «За военные заслуги» (2023)[12]
- Орден «За морские заслуги» (2024)
- Медаль ордена «За заслуги перед Отечеством» 2 степени
- Юбилейная медаль «300 лет Российскому флоту»
- Юбилейная медаль «70 лет Вооружённых Сил СССР»
- Медали СССР и РФ.